# Terminalia oblonga
El guayabo o surá (Terminalia oblonga) Exell, es una especie de planta perteneciente a la familia Combretaceae. Este nombre genérico hace referencia al patrón de disposición de las hojas sobre las ramas, lo cual caracteriza a este grupo de especies arbóreas. Terminalia oblonga fue descrito por (Ruiz & Pav.) Steud. y publicado en Nomenclator Botanicus. Editio secunda 2: 668. 1841.
Terminalia: nombre genérico que deriva su nombre del latín terminus, debido a que sus hojas están muy al final de las ramas.
oblonga: epíteto latino que significa "oblonga".

## Clasificación y descripción
Este árbol puede alcanzar 45 m de altura  y un diámetro a la altura del pecho de o.7 a 1 m. El tallo es monopódico, con un fuste simétrico en tres cuartas partes de su longitud, por lo general, es cilíndrico, con secciones rectas y otras torcidas.  No es fácil de encontrar, tiene una madera muy valiosa, su fuste consta de grandes gambas, lo que se relaciona con que es encontrado en sitios anegados frecuentemente como las cercanías de ríos y quebradas, tiene una corteza exfoliante y lisa, que se parece mucho a la del árbol de Psidium guajava, el árbol de guayaba. Consta de hojas simples, alternas, con mayor ancho en su extremo final, tienen tricomas apuñados pardos en las axilas de las nervaduras en el envés. Sus frutos constan básicamente del embrión y de dos alas, son secos, primero son de color verde y al madurar son cafés brillantes, y antes de abandonar el árbol se encuentran alternados en ramas. Sus flores son hermafroditas, sésiles, sin pétalos, verde amarillas, en espigas terminales de hasta 20 cm de largo. El fruto es una sámara de forma aplanada y con dos alas laterales, de 0.5 a 1.8 cm de longitud y de 3.5 a 4.3 cm de cm de ancho, al madurar los frutos son de color amarillo-paja a dorado. Semillas aplanadas, elíptico-alargadas y de 0.5 a 1 cm de longitud.

## Distribución
En México solo se tienen registros de su distribución en los estados de Chiapas y Oaxaca. También se distribuye en Centroamérica Belice, Guatemala, El Salvador, Honduras, Nicaragua, Costa Rica, Panamá, Costa Rica, hasta el sureste de Brasil.

## Ambiente
Es una especie que se distribuye en selva húmeda  y selva seca semihúmeda. Cuya precipitación varía de 1400 a 3500 mm anuales, con una marcada estacionalidad seca de 6 meses, y una temperatura promedio de 20 a 28 °C,  prospera desde el nivel del mar hasta los 900 m s. n. m. Con relación a los requerimientos de suelos, prefiere suelos fértiles, de textura mediana, con buen drenaje y planos, aunque soporta suelos inundados. No prospera en pendiente fuertes.

## Estado de conservación
Es una especie maderable de cuyo uso es principalmente para la construcción. No está bajo ninguna categoría de protección de la NOM-059- ECOL- SEMARNAT- 2010. Tampoco se encuentra bajo una categoría de protección de la UICN.